# 堪薩斯城南方鐵路
堪薩斯城南方鐵路公司（英語：The Kansas City Southern Railway Company），簡稱KCS，由堪薩斯城南方持有，是北美洲最小和第三老而仍在營運的I級鐵路（次於聯合太平洋鐵路和加拿大太平洋鐵路） 。1887年建立，堪薩斯城現時在10個美國中部州份營運。KCS也持有和間接營運墨西哥堪薩斯城南方鐵路，該公司在墨西哥的中部和東北部州份營運，也是唯一在墨西哥內外都擁有軌道的I級鐵路（墨西哥鐵路是另一家在墨西哥營運的I級鐵路）。KCS擁有約9,600公里軌道，包括以附屬公司營運的軌道。
2021年3月堪薩斯城南方鐵路公司和加拿大太平洋鐵路合併成為一間橫跨加拿大、美國、墨西哥長達32,000公里鐵路網